# Orthosimyia palaga
Orthosimyia palaga là một loài ruồi trong họ Tachinidae.